# 三井住友海上駿河台ビル
三井住友海上駿河台ビル（みついすみともかいじょうするがだいビル）は、東京都千代田区神田駿河台に建つオフィスビルである。1984年竣工、旧名称は大正海上本社ビルで、北隣に2012年に竣工した三井住友海上駿河台新館とともに、三井住友海上火災保険が本社機能を置く。

## 建築
1984年、御茶ノ水駅南方200mほどの本郷通り沿いにある中央大学駿河台キャンパス跡に大正海上火災保険の本社ビルとして竣工。大正海上は1991年に三井海上火災保険に商号変更、2001年に住友海上火災保険との合併により商号が三井住友海上火災保険株式会社に変更され、これにあわせて建物名称も変更された。就業者数は約三千人。最寄駅は東京メトロ千代田線新御茶ノ水駅で、B3b出口が直結している。敷地内には新御茶ノ水駅前郵便局がある。
損害保険会社にふさわしい防災性能を目指し、建物基礎は地表下31mとし、消防水利も規定の3倍の1,000トン備蓄されている。竣工当初より中水道設備が稼働し、トイレの洗浄水や植栽への散水に雨水が使用されている。竣工当初は高層棟屋上に太陽熱温水器を設置し、給湯や暖房に使用された。ビル風対策を考慮し、高層棟の下部は高さ13mのピロティ構造となっている。窓には南面奥行き1.3m、東西面1.5mの庇があり、ガラスの落下を防ぐとともに、直射日光を軽減する。さらに欄間窓を開閉可能とすることにより、空調に要する電力消費を抑制している。屋根には高反射率塗料を塗布し、ヒートアイランド現象の軽減に効果を上げている。消費電力は、ピークにあたる1999年度の964万kWhから2009年度には748万kWhまで減少した。竣工当時の1m2当たりの年間エネルギー消費量は1255MJで、当時の一般的な高層ビルの半分強の値であった。2008年に東京都に届け出た値は1250MJで、就業者数の増加やIT化が進展したにもかかわらず、ほぼ同等の消費量を維持している。
1985年に第26回BCS賞、1993年に第一回千代田区都市景観賞、2004年に都市緑化機構主催第3回屋上・壁面・特殊緑化技術コンクール環境大臣賞、2016年にはいきもの共生事業推進協議会主催第1回ABINC賞優秀賞を受賞した。
甲賀通りを挟んだ北隣は、以前は8階建の新日本証券の本社があり、のちに三井住友海上駿河台別館として使用されていたが、駿河台と中央区新川に分散していた本社機能を集約すべく、2012年に高さ約102mの三井住友海上駿河台新館に建て替えられた。

### 屋上緑地
周辺環境への調和を目指し、西側の低層棟には2614m2の屋上庭園が設けられた。ヤマモモやクスノキなどの木々が植えられた「フォレスト」、デッキチェアが配置された「パーク」、社員や近隣住民に貸し出されガーデニングが楽しめる「屋上クラインガルテン」の3つのゾーンからなる。2012年には常緑樹の一部を落葉樹や果樹に植え替え、小さな田んぼも設けて水生昆虫が生息できる環境を作るとともに、皇居と上野公園の中間の緑の拠点として野鳥の生息域拡大を目指している。新館の敷地西側にも、緑地帯「ECOM駿河台」が設けられている。